# Myśliwiec wielozadaniowy
Myśliwiec wielozadaniowy – wojskowy samolot bojowy przeznaczony głównie do prowadzenia walki powietrznej zdolny dodatkowo do pełnienia innych ról. Drugorzędnymi możliwościami samolotu mogą być np.: atakowanie celów naziemnych, prowadzenie rozpoznania i walka elektroniczna. Profil wykonywanej przez samolot misji może zależeć od podwieszonego uzbrojenia/wyposażenia, a także od różnic konstrukcyjnych. Pojęcie wielozadaniowy pojawiło się po raz pierwszy w nazwie europejskiego programu Multi-Role Combat Aircraft z 1968 roku, który doprowadził do stworzenia samolotu Panavia Tornado. Zbliżone określenie Swing-Role odnosi się do możliwości zmiany misji już w trakcie jej trwania.
Pierwszym myśliwcem wypełniającym szerokie spektrum misji w amerykańskich siłach zbrojnych był McDonnell Douglas F-4 Phantom II. F-4 zaprojektowano jako pokładowy myśliwiec obrony floty uzbrojony w kierowane pociski rakietowe powietrze-powietrze AIM-9 Sidewinder i AIM-7 Sparrow. Ostateczne wersje rozwojowe F-4E wyposażono w szybkostrzelne działko oraz przenosiły pociski powietrze-ziemia AGM-65 Maverick i precyzyjne bomby (m.in. naprowadzane laserowo BOLT-117 i telewizyjnie AGM-62 Walleye). Doświadczenia w wykorzystywaniu bojowym samolotów F-4 oraz konieczność ich zastąpienia miały istotny wpływ na rozwój myśliwców czwartej generacji w latach 70. i 80. w USA. Wymagania te zrealizowano w projekcie lekkiego myśliwca General Dynamics F-16 Fighting Falcon. Przewidywany rozdział misji dla F-16 na etapie projektowania zaplanowano na 55,5% dla misji typu powietrze-powietrze, a 20% na powietrze-ziemia. W połowie lat 80. przewidywany nalot operacyjny zmieniono na 28% dla patrolowania przestrzeni powietrznej, a 57% dla nalotów powietrze-ziemia. W 1981 roku F-16A z United States Air Force wystawiono wraz z General Dynamics F-111A Aardvark do rywalizacji z taktycznymi samolotami szturmowymi Royal Air Force Blackburn Buccaneer i SEPECAT Jaguar w ramach Tactical Bombing Competition w Szkocji. F-16 zajął pierwsze miejsce, uzyskując wyższe noty za precyzję i ogólne osiągi od dedykowanych samolotów uderzeniowych. United States Navy wprowadziła do służby na lotniskowcach wielozadaniowy samolot McDonnell Douglas F/A-18 Hornet, który oryginalnie miał występować w odmianie myśliwskiej F i szturmowej A.
Koncepcja wielozadaniowych samolotów bojowego ewoluowała wraz z samolotami myśliwskimi czwartej generacji, by osiągnąć docelowy kształt w końcu lat 80. Większość samolotów czwartej generacji zaprojektowano początkowo jako klasyczne myśliwce, od poprzedniej generacji różniły się zaawansowaną awioniką i zamierzoną niestabilnością (supermanewrowością), osiągniętą m.in. poprzez sterowanie fly-by-wire. Pokładowy myśliwiec F-14A Tomcat, pierwszy przedstawiciel czwartej generacji, przenosił trzy rodzaje pocisków powietrze-powietrze krótkiego, średniego i dalekiego zasięgu, na samolot wielozadaniowy przebudowano go wraz z modernizacją do wersji F-14B (1987) i F-14D (1991). F-15E Strike Eagle to dwumiejscowy myśliwiec uderzeniowy, oblatany w 1986 roku, pochodna F-15 Eagle operacyjnego w USAF od 1976 w roli myśliwca przewagi powietrznej. Także w Europie nową generację samolotów skonstruowano początkowo jako odmiany specjalistyczne na bazie jednego projektu. Brytyjsko-niemiecko-włoski Tornado powstał w dwóch wersjach: używanego od 1979 myśliwca bombardującego IDS i przechwytującego ADV w służbie od 1985. Zaprojektowany przez te same państwa Eurofighter Typhoon cierpiał na znaczne opóźnienia, ponieważ dla wzrostu jego użyteczności operacyjnej w realiach po zimnej wojnie, postawiono przed nim nowe wymagania dotyczące atakowania celów lądowych, możliwości Eurofighterów pierwszej transzy produkcyjnej ograniczały się zaledwie do walki powietrznej. Francuskie Mirage 2000 dla lotnictwa francuskiego dostarczano początkowo w jednomiejscowej wersji myśliwskiej 2000C z działkiem i pociskami średniego zasięgu oraz w dwumiejscowej wersji szturmowej 2000D/N, zmodernizowana wielozadaniowa wersja 2000-5 weszła do służby w 1997 roku. Rosyjskie konstrukcje myśliwskie czwartej generacji MiG-29 i Su-27 rozpoczynały swoją służbę jako myśliwiec frontowy i dalekiego zasięgu, ich wersje wielozadaniowe opracowano pod koniec istnienia ZSRR.
Wprowadzenie do służby myśliwców wielozadaniowych z założenia pozwala na zunifikowanie floty wykorzystywanych samolotów bojowych do jednego typu, zakupy mniejszej liczby maszyn przy zachowaniu potencjału bojowego oraz oszczędności związane ze szkoleniem i utrzymaniem maszyn. Takie rozwiązanie nie jest jednak w pełni optymalne, ponieważ w warunkach panowania w powietrzu powolne samoloty szturmowe są tańsze w zwalczaniu opancerzonych pojazdów i siły żywej. Także przy misjach bliskiego wsparcia wojsk lądowych niska prędkość i możliwość długotrwałego pozostawania nad polem walki czynią szybkie myśliwce bronią mniej praktyczną. W celu zmniejszenia kosztów zadania te przejmują śmigłowce a w przyszłości, potencjalnie, uzbrojone aparaty bezzałogowe.
Samoloty wielozadaniowe są na wyposażeniu flot powietrznych wielu państw, wśród nich także Polski, która od 2006 roku wykorzystuje 48 amerykańskich F-16C/D Block 52+. Polskie samoloty są uzbrojone w pociski powietrze-powietrze AIM-9X Sidewinder i AIM-120C-5 AMRAAM, powietrze-ziemia AGM-65G2 Maverick, bomby szybujące dalekiego zasięgu AGM-154C JSOW, kierowane laserowo bomby GBU-12, GBU-24 i naprowadzane przez GPS/inercyjnie GBU-31, GBU-38 JDAM.

## Przykłady współczesnych samolotów wielozadaniowych

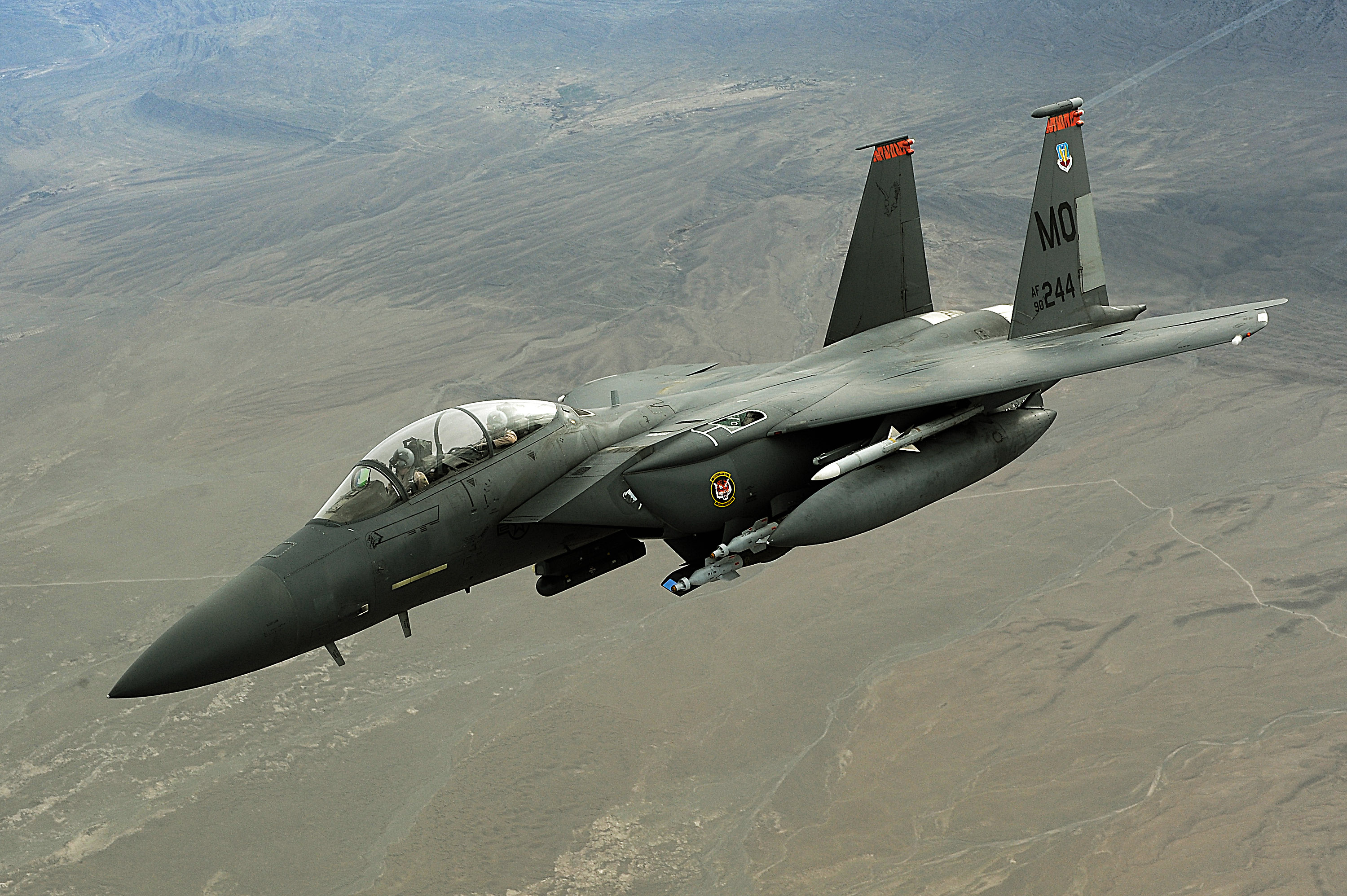
F-15E Strike Eagle

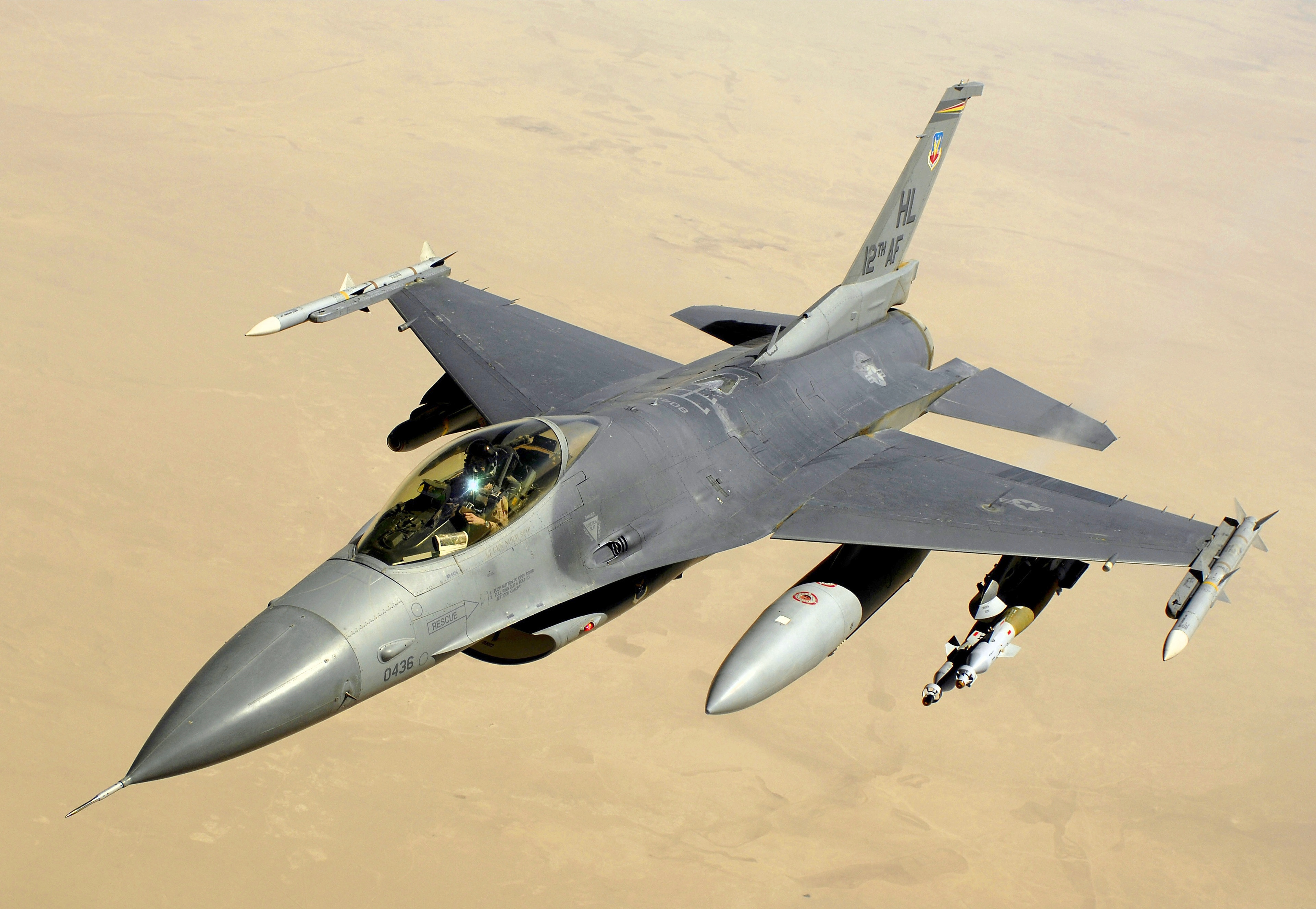
F-16 Fighting Falcon

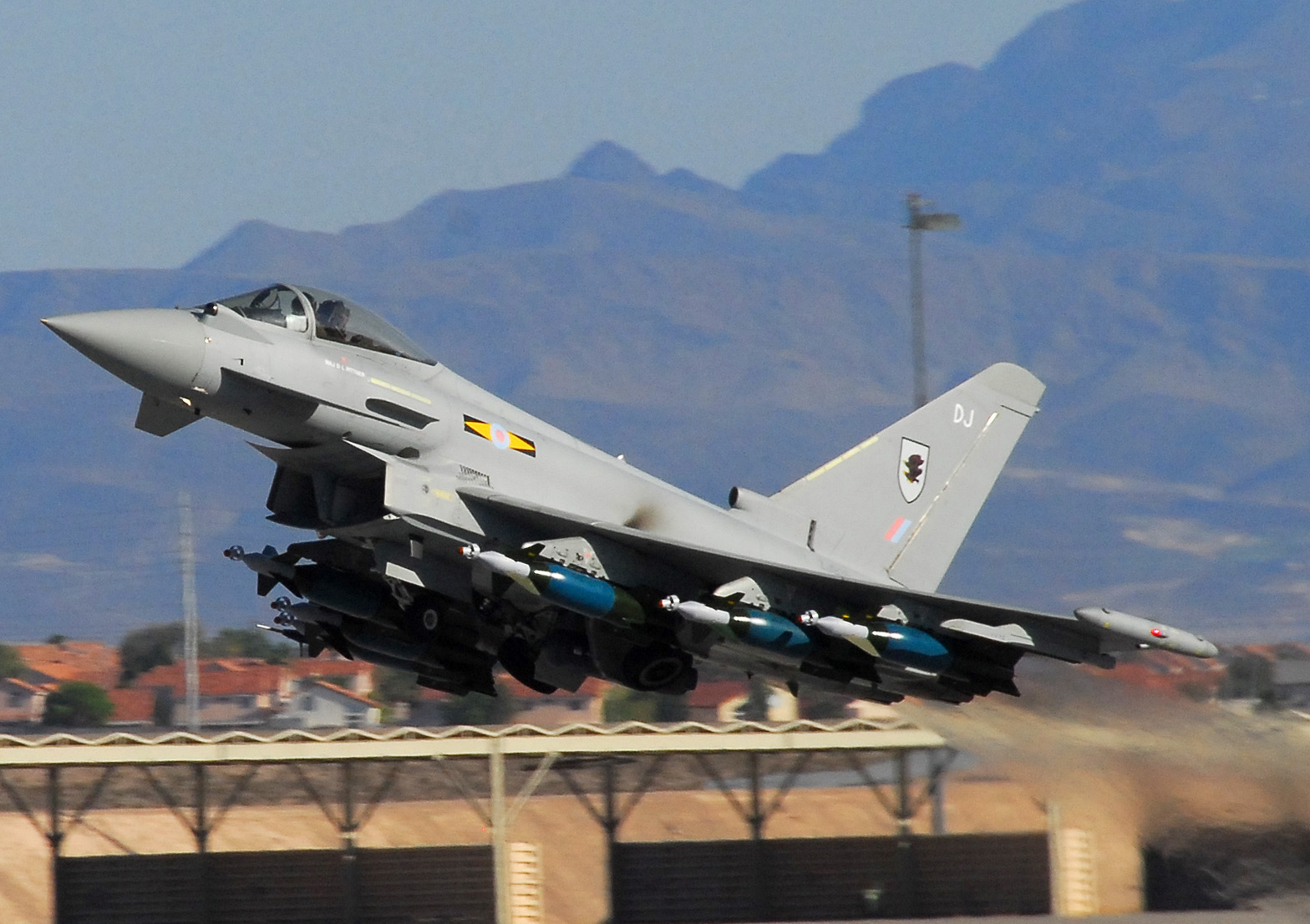
Eurofighter Typhoon

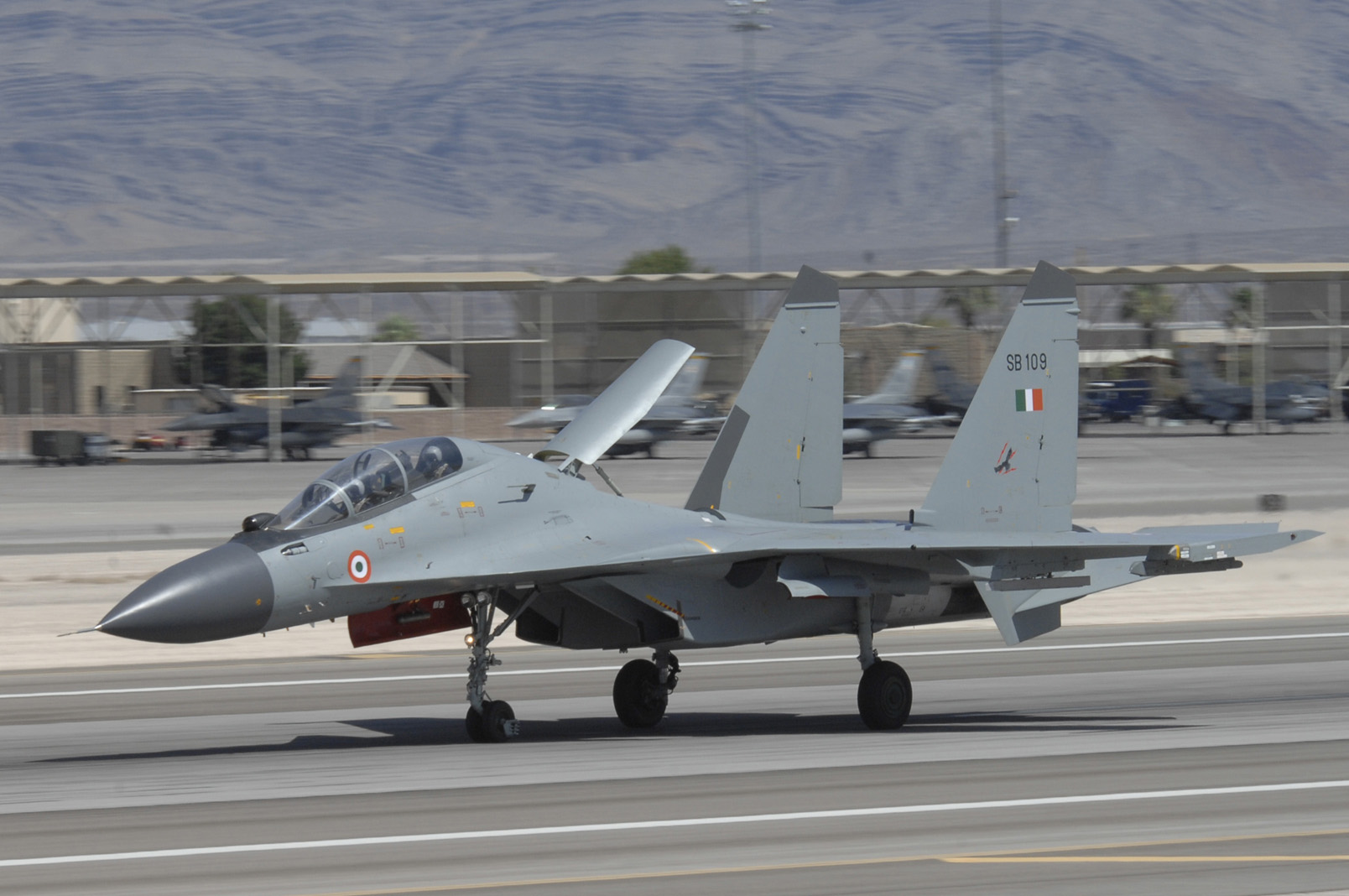
Suchoj Su-30MKI

| Kraj pochodzenia                              | Samolot                                                         | Uwagi |
| --------------------------------------------- | --------------------------------------------------------------- | --- |
| Stany Zjednoczone                             | McDonnell Douglas F-15E Strike Eagle                            | Dwumiejscowa wersja rozwojowa F-15 Eagle                                                                       |
| Stany Zjednoczone                             | General Dynamics F-16 Fighting Falcon                           | Wykorzystywany przez 25 krajów, najbardziej rozpowszechniony myśliwiec wielozadaniowy                          |
| Stany Zjednoczone                             | McDonnell Douglas F/A-18 Hornet i Boeing F/A-18E/F Super Hornet | Litera 'A' w nazwie miała oznaczać, że samolot nie jest tylko myśliwcem, ale jednocześnie samolotem szturmowym |
| Stany Zjednoczone                             | Lockheed Martin F-35 Lightning II                               | Rozwijany następca F-16, 5 generacja                                                                           |
| Wielka Brytania · Niemcy · Włochy             | Panavia Tornado                                                 | |
| Wielka Brytania · Niemcy · Włochy · Hiszpania | Eurofighter Typhoon                                             | |
| Francja                                       | Dassault Mirage 2000                                            | |
| Francja                                       | Dassault Rafale                                                 | Przez producenta określany jako omnirole                                                                       |
| Szwecja                                       | Saab JAS 39 Gripen                                              | |
| Rosja                                         | MiG-29M/K/SMT MiG-35                                            | Wersje rozwojowe MiG-a-29                                                                                      |
| Rosja                                         | Su-30                                                           | Wyeksportowana m.in. do Indii i Chin wersja rozwojowa Su-27PU                                                  |
| Rosja                                         | Su-35S                                                          | Wersja rozwojowa Su-27M, dla lotnictwa Federacji Rosyjskiej                                                    |
| Rosja                                         | Suchoj PAK FA                                                   | Rosyjski myśliwiec 5 generacji, zwany też T-50, oblatany w 2010                                                |
| Japonia                                       | Mitsubishi F-2                                                  | Wersja rozwojowa F-16                                                                                          |
| Tajwan                                        | AIDC F-CK-1 Ching-Kuo                                           | |
| Chiny                                         | Shenyang J-11/Shenyang J-15                                     | Chińskie kopie Su-27SK/Su-33                                                                                   |
| Chiny                                         | Chengdu J-10                                                    | |
| Chiny                                         | Chengdu J-20                                                    | Rozwijany myśliwiec 5 generacji                                                                                |
| Chiny · Pakistan                              | Chengdu FC-1/PAC JF-17 Thunder                                  | |
| Indie                                         | HAL Tejas                                                       | |